# チャールズ・ポンジ
チャールズ・ポンジ（Charles Ponzi, 1882年3月3日 - 1949年1月18日）は、1910年代から1920年代にかけてアメリカ合衆国で活動したビジネスマン、詐欺師。不特定多数に出資を求める詐欺（ネズミ講を含む）の総称であるポンジ・スキームという言葉の由来として名を残す。
本名はカルロ・ピエトロ・ジョヴァンニ・グリュエルモ・テバルド・ポンツィ（Carlo Pietro Giovanni Guglielmo Tebaldo Ponzi）。

## 経歴

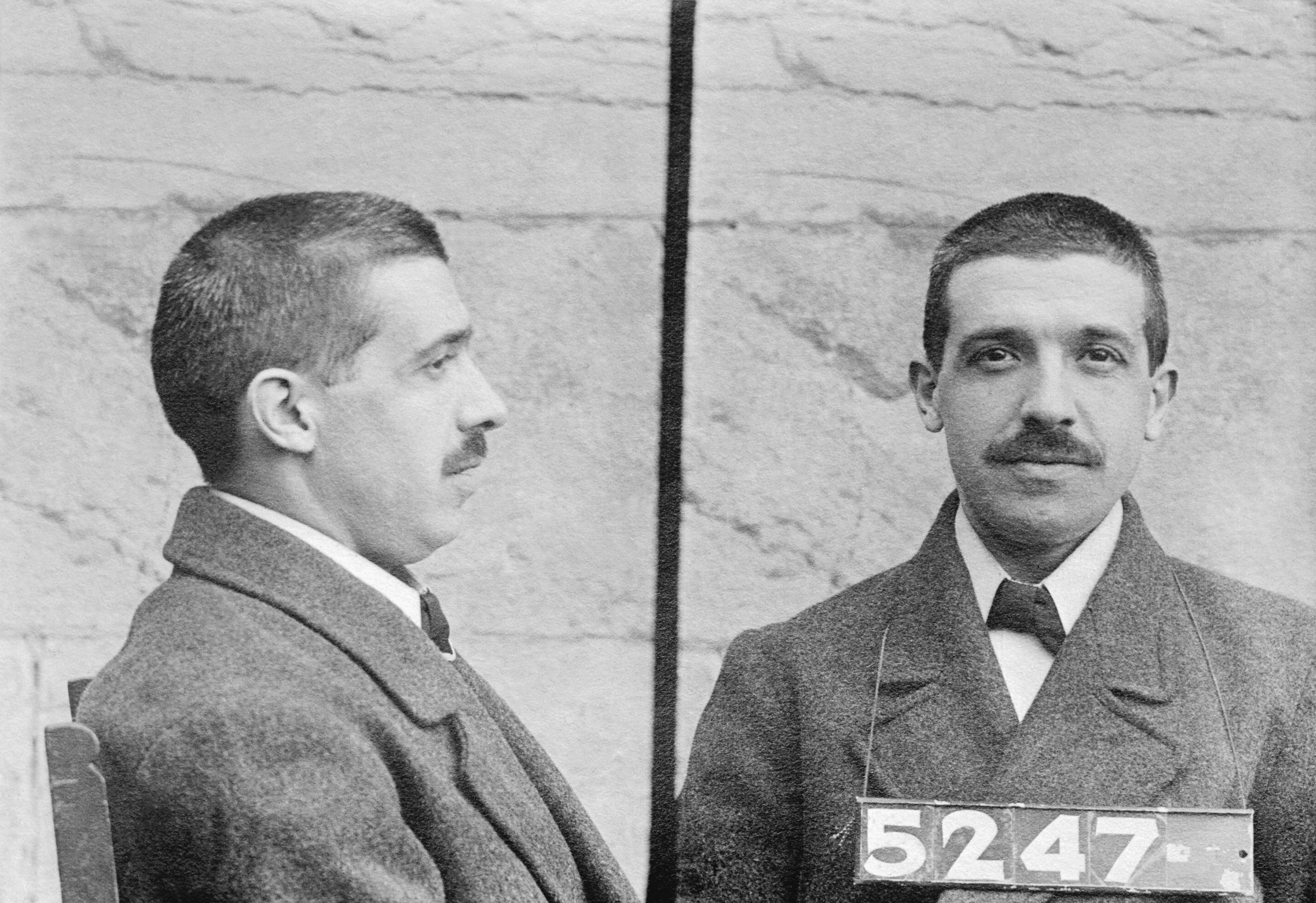
ポンジのマグショット

1882年、イタリア王国・ルーゴに生まれる。1903年11月15日、21歳の時に移民としてアメリカ・ボストンに渡り、ニューヨークのレストランで皿洗いやウエイターをしながら英語を学ぶ。このレストランで釣銭を誤魔化し、逮捕された記録が残されている。1907年、カナダのモントリオールに移り、チャールズ・ビアンキと名を変えて国際銀行の出納係見習いとしての職に就いた。しかし、客のサインを偽造した小切手詐欺を働き再度逮捕されることとなった。三年の刑期を終え、アメリカに戻り移民の集団に紛れ込んだが素性がばれ、不法移民として一年間拘束を受けた。1918年2月、路面電車で出会ったローズ・ニェッコ(Rose Gnecco)と結婚。義父の食料品輸出入の事業を引き継いだが上手くいかず、その後まもなく会社を潰している。
その後、1907年に誕生した国際返信切手券の制度について、切手の交換レートと実際の外貨交換レートに差があり、利ざやを得ることができるという触れ込みで、1919年12月にボストンでセキュリティ・エクスチェンジ・カンパニー（Securities Exchange Company, SEC）という投資会社を立ち上げた。この時の交換レートによる利ざや獲得の仕組みについて、ポンジの『自伝』には「イタリアの1リラは、切手券では為替レートの20セントではなく5セントになる。イタリアの通信制度では1リラは100チェンテシミ。2000チェンテシミあれば30チェンテシミの国際返信切手券が66枚手に入る。この切手券をボストンにもってくると5セント切手3ドル30セント分が手に入ることになる。つまり230%の利益になる。」と記述されている。これがかの有名な「ポンジ・スキーム」の始まりである。
第一次世界大戦とは無縁だったアメリカでは市場経済が急激に成長を見せ、SECにはブルーカラーの労働者、警察官、聖職者など数多くの投資希望者が詰めかけるようになった。ポンジは会社を立ち上げて数か月で350万ドルの現金を集めた。こうして集めた金をポンジは投資することなく、一部投資家たちへの利益返金や遊興費やレキシントンの豪華な邸宅や車の購入費に充てていた。1920年7月24日のボストンポスト紙には「三ヶ月で倍に」というフレーズとともにポンジの儲け話に沸く比較的好意的な投資家たちの声を掲載しており、ポンジが「投資をしていない」という事実に気付いていないようであった。
このころ、SECは企業買収によりハノーバー信託銀行を傘下に収めている。1920年、SECに事務用品をレンタルしていたJ・R・ダニエルズは、儲けているはずのSECが何故事務用品がレンタルのままなのか疑念を持ち、司法当局に訴え出た。これを契機にポスト紙ではポンジに対する疑惑が取り沙汰されるようになる。ポンジは余裕を崩さず投資家に対して利息を支払い、返金にも応じていたが、恐れをなした部下によって運転資金が持ち逃げされることとなった。1920年7月27日付のポスト紙には、ことの経緯が発表され、「ポンジ閉店、再開は無理か」との見出しが掲げられた。同年8月2日には国際返信切手券の取引の実態が無いことが暴露され、8月10日には警察に記録と帳簿が差し押さえられる事態となった。続く8月12日、ポンジに対し政府当局は彼と彼の会社が破産したことを正式に通達した。この時点でのポンジの負債は500万ドルから1000万ドルにのぼると推計されたが、国際返信切手券は僅か30ドル分ほどしか購入されていなかった。また、ポンジの言うような業績を達成させるためには、当時の国際返信切手券総発行額の6倍が必要だったとされている。
ポンジは郵便制度を利用した詐欺容疑で告発され、詐欺罪により連邦刑務所に収容された。3年4ヶ月後にはマサチューセッツ州の州刑務所に移送され、7年から9年の刑に服した。仮釈放となった後も1934年にフロリダ州で不動産詐欺を働くなどしたためアメリカ市民権を剥奪され、イタリアに強制送還された。その後ブラジルに渡り、1949年1月18日、リオデジャネイロの慈善病院にてその生涯を終えた。1948年にAP通信の記者が晩年のポンジとコンタクトに成功しているが、その時は失明状態だったと言われている。